# Гинайкратия
Гинайкратия (греч. γυναικοκρατία — гинекократиа) — греческий аналог международного женского дня. 8 января в Греции, преимущественно в городах Моноклисия и Неа Петра, а также во многих городах и сёлах северной части страны проходит фестиваль женщин.

## Празднование
В этот день в семьях обмениваются семейными ролями: женщины освобождаются от обычных домашних хлопот и проводят свой день в кафе или других общественных заведениях — местах развлечения и отдыха, где обычно позволено находиться только мужчинам. Мужчины же в это время сидят дома и занимаются домашним хозяйством.